# Monolepta pauperata
Monolepta pauperata là một loài bọ cánh cứng trong họ Chrysomelidae. Loài này được Erichson miêu tả khoa học năm 1843.